# Pacific Rim: Uprising
Pacific Rim: Uprising ist ein Science-Fiction-Film von Steven S. DeKnight, der am 22. März 2018 in die deutschen Kinos kam. Er ist die Fortsetzung des 2013 erschienenen Films Pacific Rim von Guillermo del Toro, der hier als Drehbuchautor und Produzent beteiligt war.

## Handlung
Im Jahr 2035, zehn Jahre nachdem die Invasion durch die Kaijū aus einer fremden Dimension abgewendet werden konnte, lebt der frühere Jäger-Pilot Jake Pentecost davon, Jäger-Teile zu stehlen und auf dem Schwarzmarkt zu verkaufen. Er wird zusammen mit der fünfzehnjährigen Amara Namani, einer kompetenten Jäger-Bastlerin und -Restauratorin, gefangen genommen. Seine Adoptivschwester Mako Mori zwingt Jake, als Ausbilder zur Pan-Pacific Defense Corps (PPDC) zurückzukehren, während Amara dort Rekrutin wird.
In China beginnt Jake mit seinem ehemaligen Kopiloten Nate Lambert, Jäger-Kadetten auszubilden. Das Jäger-Programm wird durch das neue Drohnenprogramm der Shao Corporation bedroht, die Jäger-Drohnen produzieren, die von Shao Liwen und Dr. Newton 'Newt' Geiszler entwickelt wurden. Mako soll auf einer PPDC-Ratssitzung in Sydney Bericht erstatten, wird jedoch von dem abtrünnigen Jäger Obsidian Fury getötet. Der Angriff veranlasst den PPDC-Rat, die Drohnen zu genehmigen und einzusetzen.
Kurz vor ihrem Tod hatte Mako den Standort einer stillgelegten Jäger-Produktionsstätte in Sibirien übermittelt. Jake und Nate reisen in Gipsy Avenger dorthin, aber Obsidian Fury zerstört den Komplex und verwickelt sie in eine weitere Schlacht. Bei seiner Zerstörung stellen sie fest, dass Obsidian Fury von einem Kaiju-Gehirn gesteuert wurde, das irdischen Ursprungs ist.
Als die Drohnen ihren jeweiligen Standort erreichen, werden sie von geklonten Kaiju-Gehirnen übernommen, die heimlich an Bord montiert wurden. Die Kaiju-Jäger-Hybriden greifen gleichzeitig alle Jäger-Standorte des pazifischen Raums an, wobei sie den PPDC-Streitkräften schwere Verluste zufügen und fast alle Jäger außer Gefecht setzen. Dr. Hermann Gottlieb und Newt versuchen, die Drohnen zu deaktivieren. Dabei entdeckt Hermann, dass sein ehemaliger Kollege Newt hinter dem Angriff steckt. Dessen Gedanken werden von den Außerirdischen kontrolliert, seitdem er während der Ereignisse vor zehn Jahren eine Gedankenverbindung zu einem Gehirnfragment eines Kaijū aufgebaut hatten. Newt befiehlt nun den Kaiju-Jäger-Hybriden, mehrere interdimensionale Portale im Pazifik zu öffnen. Obwohl Shao in der Lage ist, die Drohnen zu zerstören und die Brücke zu schließen, sind drei Kaiju bereits nach Tokio unterwegs. Das PPDC-Team erkennt, dass die Außerirdischen den Vulkan Fuji mit dem explosiven Blut der Kaijus zum Ausbruch bringen wollen. Dadurch soll der gesamte Pazifische Feuerring ausbrechen und die Atmosphäre für die Aliens verändern, was jedes höhere Leben auf der Erde auslöschen würde.
Die Kadetten werden mobilisiert, Gottlieb und Shao können vier Jäger des PPDC reparieren. Zunächst können die Jäger die von den drei Kaijus ausgehende Gefahr abwehren. Als die Kaijus aber von Newt mit Roboterparasiten zu einem „Mega-Kaiju“ verschmolzen werden, bleibt Gipsy Avenger als einziger einsatzbereiter Jäger übrig. Jake und Amara, die den verletzten Nate ersetzt, steuern ihn gegen den Mega-Kaiju. Gipsy wird planmäßig in die Atmosphäre geschossen, stürzt auf den Mega-Kaiju zurück und tötet ihn. Newt versucht zu fliehen, wird jedoch von Nate niedergeschlagen und gefangen genommen.

## Produktion

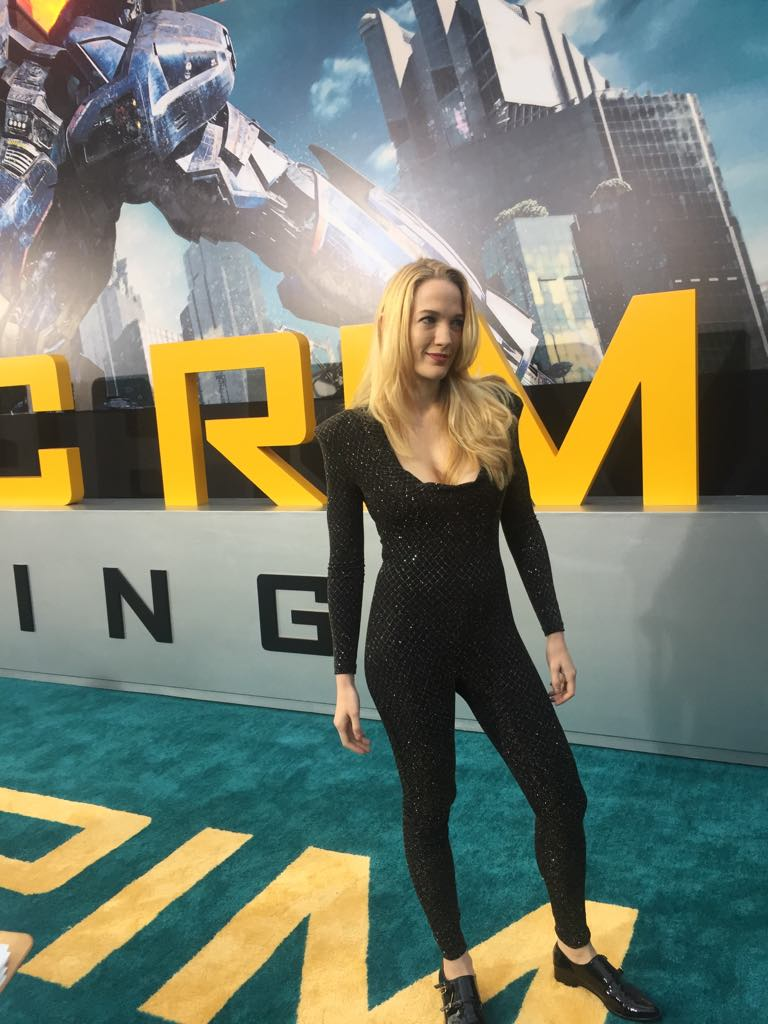
Die am Drehbuch beteiligte Emily Carmichael bei der Premiere des Films

Guillermo del Toro, der noch beim Vorgängerfilm Pacific Rim Regie führte, hatte frühzeitig bekannt gegeben, dass er kein Interesse daran habe, die Anfänge der Kaijū-Invasion zu zeigen, sondern vielmehr daran interessiert sei, das Schicksal der Erde nach der Vertreibung der Monster zu zeigen, aber auch mehr zu den Ursprüngen dieser Monster zu erklären. Zudem kündigte er an, dass die beiden Filme in ihrem Tenor sehr unterschiedlich seien. Del Toro hatte mit Pacific Rim eine US-amerikanische Fassung des in Japan äußerst beliebten Kaijū-Genres in die Kinos gebracht und eine charmante, wenn auch nicht perfekte Roboter-Prügelorgie mit vielen Eigenheiten präsentiert, die ihn als Filmemacher auszeichnen.
Die Regie bei der Fortsetzung übernahm letztlich Steven S. DeKnight, und del Toro war nur als einer der insgesamt fünf Drehbuchautoren und als Produzent des Films tätig. Die Filmmusik wurde von Lorne Balfe komponiert und in der Synchron Stage Vienna aufgenommen. Der Soundtrack zum Film umfasst 25 Musikstücke und enthält neben der Filmmusik auch Songs von Wizkid, DJ Shadow und Anderson Paak. Er wurde am 23. März 2018 als Download und am 6. April 2018 von Milan Records auf CD veröffentlicht.
Charlie Day übernahm wieder die Rolle des Genforschers Dr. Newton Geiszler, ebenso wie Burn Gorman die seines Kollegen Dr. Hermann Gottlieb und die Japanerin Rinko Kikuchi die der Jägerpilotin Mako Mori. John Boyega übernahm die Rolle von Jake Pentecost, dem Sohn von Stacker Pentecost, der im Vorgängerfilm starb und hier von Idris Elba gespielt wurde. Die US-Amerikanerin Cailee Spaeny übernahm mit der Kadettin Amara Namani erstmals eine große Filmrolle. Scott Eastwood spielt Nate Lambert, Adria Arjona ist in der Rolle von Jules zu sehen, und Daniel Feuerriegel spielt Lieutenant Allan Gronetti. Levi Meaden ist als Ilya und Marisa Lamonica in der Rolle von Dignitary zu sehen. Der Film, dessen Vorgänger besonders in China sehr erfolgreich war, setzt zudem auf eine Reihe chinesischer Schauspieler, darunter Tian Jing für die Rolle von Liwen Shao, Lily Ji für die Rolle von Mei Lin und Zhang Jin für die Rolle von Marshal Quan. Auch chinesische Nachwuchsschauspieler wie Chen Zitong erhielten ein Engagement.
Nach der Beendigung der Dreharbeiten in den australischen Städten Sydney und Brisbane wurden diese ab 8. März 2017 in China fortgesetzt. Im Rahmen der Comic Con in San Diego wurde im Juli 2017 ein erster Trailer zum Film vorgestellt.
Der Film kam am 22. März 2018 in die deutschen Kinos. Am darauffolgenden Tag kam Pacific Rim: Uprising in die US-amerikanischen und chinesischen Kinos. Seine Weltpremiere feierte der Film am 12. März 2018 in Peking.

## Rezeption

### Altersfreigabe
In Deutschland ist der Film FSK 12. In der Freigabebegründung heißt es: „Der Film enthält zahlreiche bildgewaltige Actionszenen, in denen die Roboter gegen die Monster kämpfen. Diese bewegen sich jedoch in einem Rahmen, der Kinder ab 12 Jahren nicht überfordert. Zuschauer ab diesem Alter sind fähig, die Actionszenen im Kontext der vollkommen irrealen Geschichte zu betrachten und sie angemessen zu verarbeiten. Gewalt gegen Menschen oder Tötungen werden nicht gezeigt. Überforderungen lassen sich daher ausschließen.“

### Kritiken
In den englischsprachigen Medien erntete der Film eher schwache Kritiken. Basierend auf der Auswertung von 264 Kritiken weist Rotten Tomatoes eine Positivquote von lediglich 42 Prozent aus.
Philipp Schwarz von Spiegel Online meint, Guillermo del Toros Anspruch, den er an seinen Nachfolger stellt, bestehe aus einer gestalterischen Sicherheit, und an diese Sicherheit komme Steven S. DeKnight nicht heran, da die Actionszenen weniger eine klare Abfolge von Etappensiegen und Rückschlägen seien, denn einige unübersichtlich angehäufte Zerstörungsmomente. Schlimmer noch sei, dass der Film kein Gespür für seine Kreaturen entwickele und ihre visuellen Reize nicht auskoste, so Schwarz: „In seinen besten Momenten scheint DeKnights Film zu akzeptieren, dass er dem Erbe niemals gerecht werden kann. Dann wirkt Pacific Rim: Uprising wie ein Spiel mit den vom Vorgänger übernommenen Elementen – ein Spiel, das nichts anderes will, als diese Elemente am Leben zu erhalten.“
Antje Wessels bei Filmstarts kritisiert: „An den detailverliebten Vorgänger kommt Steven DeKnights „Pacific Rim: Uprising“ nicht annähernd heran. Immerhin bietet aber auch das manchmal etwas alberne Sequel einige technische Finessen und durchaus unerwartete Wendungen. Leider kommen dabei ausgerechnet die Kaijus selbst zu kurz – und auch die bemühte Coolness erweist sich zwischenzeitlich als ziemlich anstrengend.“

### Einspielergebnis
Den Produktionskosten in Höhe von rund 150 Millionen US-Dollar stehen bislang weltweite Einnahmen aus Kinovorführungen in Höhe von 288,2 Millionen US-Dollar gegenüber. Hierdurch befindet sich der Film auf Platz 10 der erfolgreichsten Filme des Jahres 2018. In Deutschland verzeichnet der Film bislang 379.341 Besucher.

### Auszeichnungen
Teen Choice Awards 2018
- Nominierung in der Kategorie Choice Movie: Action
- Nominierung als Bester Actionfilmdarsteller (John Boyega)[26]

## Synchronisation
Die deutsche Synchronisation entstand nach einem Dialogbuch und der Dialogregie von Marius Clarén im Auftrag der RC Production Kunze & Wunder GmbH & Co. KG in Berlin.
| Darsteller        | Synchronsprecher   | Rolle                |
| ----------------- | ------------------ | -------------------- |
| John Boyega       | Stefan Günther     | Jake Pentecost       |
| Scott Eastwood    | Sven Hasper        | Nate Lambert         |
| Madeleine McGraw  | Zoé Zech           | Amara (jung)         |
| Cailee Spaeny     | Léa Mariage        | Amara Namani         |
| Burn Gorman       | Robin Kahnmeyer    | Dr. Hermann Gottlieb |
| Charlie Day       | Leonhard Mahlich   | Dr. Newton Geiszler  |
| Levi Meaden       | Kaze Uzumaki       | Ilya                 |
| Adria Arjona      | Kaya Marie Möller  | Jules Reyes          |
| Tian Jing         | Julia Kaufmann     | Liwen Shao           |
| Rinko Kikuchi     | Rubina Nath        | Mako                 |
| Jin Zhang         | Tobias Nath        | Marshal Quan         |
| Wesley Wong       | Patrick Baehr      | Ou-Yang Jinhai       |
| Shyrley Rodriguez | Amelie Plaas-Link  | Renata               |
| Mackenyu          | Philip Süß         | Ryoichi              |
| Nick E. Tarabay   | Dennis Schmidt-Foß | Sonny                |
| Karan Brar        | Nicolas Rathod     | Suresh               |
| Rahart Adams      | David Wittmann     | Tahima Shaheen       |
| Ivanna Sakhno     | Jodie Blank        | Vik                  |